# قضية الماريوت
قضية الماريوت هو حكم قرر فيها قضاء مصر سجن صحفيي الجزيرة بيتر غريست ومحمد فهمي وباهر محمد، لمدد تتراوح بين السبع والعشر سنين، في سياق تغطيهم لأحداث ما بعد انقلاب 2013 في مصر، وقد نددت بالحكم جهات عديدة إقليميا وعالميا منها منظمات حقوقية ووزراء خارجية واعتبروه حكما تعسفيا.

## خلية الماريوت
خلية الماريوت هي شبكة إعلامية تابعة لقناة الجزيرة، ضمت 20 صحفيا من المصريين والأجانب من بينهم أسترالي وبريطانيان وهولندية اتخذت من فندق الماريوت بوسط العاصمة المصرية القاهرة مركزاً لتغطيتها الإخبارية.

## التهم
كشفت التحقيقات المصرية في القضية، أن المتهمين أسسوا شبكة إعلامية تزعمها مصري عضو بجماعة الإخوان المسلمين التي صنفتها مصر أنها إرهابية ويحمل الجنسية الكندية، تخصصت في اصطناع مشاهد مصورة وبثها على خلاف حقيقتها عبر قناة الجزيرة بهدف تشويه سمعة مصر أمام الدول الأجنبية والمجتمع الدولي. وكشفت تحريات الأمن المصري بقيام أحد عناصر تنظيم جماعة الإخوان باستئجار جناحين بالفندق وعقد لقاءات تنظيمية مصورة مع عدد من عناصر التنظيم واتخاذ الجناحين كمركز إعلامي لبث أخبار تضر بالأمن الداخلي وبث أخبار مغلوطة على شاشة قناة الجزيرة بدون الحصول على الموافقات الأمنية. كما تم العثور بحوزتهم على أجهزة ستالايت وجي بي إس ووحدة مونتاج وعدد من الكاميرات وجهاز للبث وعدد من المطبوعات التنظيمية والتحريضية.
كشفت تحقيقات النيابة أن قناة الجزيرة القطرية وراء هذه الخلية وأنها تمول أحد المتهمين الرئيسيين في القضية بمبالغ مالية بلغت 200 دولار يوميا لكل منهم مقابل إعداد التقارير اليومية التي تهدف إلى الإساءة لسمعة البلاد والإضرار بمركز مصر الدولي بالداخل والخارج.ووجهت النيابة العامة للمتهمين المصريين تهم الانضمام إلى جماعة إرهابية مؤسسة على خلاف أحكام القانون الغرض منها الدعوة لتعطيل القوانين ومنع مؤسسات الدولة من ممارسة أعمالها والاعتداء على الحرية الشخصية للمواطنين والإضرار بالوحدة الوطنية والسلام الاجتماعي وتتخذ من الإرهاب وسيلة لتنفيذ أغراضها. وأسندت النيابة إلى المتهمين الأجانب تهم الاشتراك مع المتهمين المصريين بطريق الاتفاق والمساعدة في إمداد أعضاء تلك الجماعة بالأموال والأجهزة والمعدات والمعلومات مع علمهم بأغراض تلك الجماعة، وحيازة مطبوعات وتسجيلات تتضمن ترويجًا لأغراضها لإطلاع الغير عليها مع علمهم بوسائل تلك الجماعة الإرهابية. كما وجهت النيابة للمتهمين الأجانب تهم إذاعة أخبار وبيانات وإشاعات كاذبة وصور غير حقيقية وعرضها على أنظار الجمهور في الداخل والخارج حول الأوضاع الداخلية للبلاد بغرض الإيحاء للرأي العام الخارجي بأن البلاد تشهد حربا أهلية لإضعاف هيبة الدولة واعتبارها والإضرار بالمصلحة القومية للبلاد وتكدير الأمن العام وإلقاء الرعب في نفوس المواطنين وإلحاق الضرر بالمصلحة العامة، وحيازة أجهزة اتصالات وتصوير وبث وأجهزة نقل صوت وصورة بغير تصريح من الجهة المختصة.

## الأحكام
ألقت السلطات القبض على خلية الماريوت يوم 29 ديسمبر 2013 في فندق ماريوت بالقاهرة. في عام 2014 حكمت محكمة مصرية على اثنين من صحفيي قناة الجزيرة الإنجليزية بالسجن المشدد 7 سنوات، وهما مراسل شبكة الجزيرة في كينيا الأسترالي بيتر غريستي، والمصري الذي يحمل الجنسية الكندية محمد فهمي رئيس القناة في مصر. بينما صدر حكما آخر بحق الصحفي الثالث باهر محمد حازم، الذي ألقت السلطات القبض عليه في بيته بالسجن المشدد 10 سنوات، لاتهامه في قضيتين الأولى نشر أخبار كاذبة والانضمام إلى خلية إرهابية وحيازة طلقة رصاص. وقررت المحكمة بمعاقبة 11 متهما بـالسجن 10 سنوات غيابيا، و7 سنوات لـ 7 آخرين حضوريا، وبراءة أنس محمد البلتاجي وأحمد عبد الحميد، والسجن لـ 3 سنوات لمتهم آخر وغرامة 5000 جنيه. من بين من عوقبوا غيابيا بحسب المصادر القضائية بريطاني وبريطانية وهولندية، ووجهت للمتهمين الـ 20 تهمة نشر أكاذيب أضرت بالمصلحة الوطنية كما وجهت للمصريين منهم تهمة الانتماء إلى منظمة إرهابية.
وقال رئيس المحكمة في كلمة له في بداية جلسة النطق بالحكم إنه: «استبان من خلاله على وجه القطع واليقين إن المتهمين هم من غير الصحفيين وغير مقيدين بنقابة الصحفيين والهيئة العامة للاستعلامات، كما أنهم حازوا أجهزة بث دون ترخيص من الجهات المختصة». كما وجهت النيابة العامة المصرية للصحفيين اتهامات بأنهم عملوا بدون التصاريح اللازمة وأنهم نشروا أخبارا كاذبة من شأنها الإضرار بأمن البلاد.

## الإفراج عن المحكومين
أمرت محكمة مصرية عام 2015 بإخلاء سبيل الصحافي الكندي محمد فاضل فهمي، والذي تنازل عن جنسيته المصرية قبل نحو أسبوع من الإفراج، بكفالة مالية قدرها 250 ألف جنيه (حوالي 33 ألف دولار)، بينما أمرت بإخلاء سبيل باقي المتهمين ومنهم باهر محمد بضمان محل إقامتهم.

## أوجه الانتقاد للحكم
انتقد الحكم التعسفي على الصحفيين عدة جهات واعتبرته تضييقاً على حرية الصحافة في مصر، ومن بين هذه الانتقادات:
- سحب دعاوى النيابة: فالشهود لم يعرفوا ما أدعته النيابة عند استجوابهم.
- عدم ورود الأدلة: فعرضت تسجيلات أخذت من أجهزة المتهمين لا علاقة لها لا بمصر ولا بقناة الجزيرة.
- أدلة غير مفبركة: فقد قال أحد القضاة أنهم لا يستطيعون فهم ما يقال بالتسجيلات ولو كان أحدا يفهم فليخبره.
- أدلة غير لافتة للملاحظة: فقد عرضت تسجيلات لمقابلات أجرتها الجزيرة مع ساسة مصريين من كافة الخلفيات لم تبرز تحيزا.
- حجب الأدلة عن محامين الدفاع: فقد عرضت بعض المقاطع على القضاة سرا وطلبت المحكمة مبلغا هائلا ليتاح للدفاع رؤيتها.